# Gamleby
Gamleby is een plaats in de gemeente Västervik in het landschap Småland en de provincie Kalmar län in Zweden. De plaats heeft 2805 inwoners (2005) en een oppervlakte van 322 hectare.
Ook een plaats die bekendstaat waar de groep ABBA is begonnen

## Verkeer en vervoer
Bij de plaats lopen de E22, Riksväg 35 en Länsväg 135.
De plaats heeft een haven en een station aan de spoorlijn Linköping - Västervik.